# Jaime Rodrigo de Larrucea
Jaime Rodrigo de Larrucea (Barcelona, 2 de agosto de 1959), es un abogado y profesor universitario, especialista en los ámbitos del derecho marítimo y la seguridad y contaminación marina.

## Biografía
Jaime Rodrigo de Larrucea es profesor ordinario de Derecho Marítimo y Seguridad Marítima en la Universidad Politécnica de Cataluña. Doctor en Derecho y en Ingeniería Náutica. Coordinador del Área Legal y de Derecho Marítimo de la Facultad de Náutica de Barcelona. Presidente de la Sección de Derecho Marítimo del Ilustre Colegio de Abogados de Barcelona. Director del Instituto de Estudios de la Mar de la FUNDACION PHILIPPE COUSTEAU. Académico de la Real Academia de la Mar y de la Real_Academia_Europea_de_Doctores. Jurista referenciado en los mejores repertorios internacionales: CHAMBERS; BEST LAWYERS;LEGAL 500; etc.
Sus estudios se han centrado en la teoría integral de la Seguridad Marítima y su formulación como sistema; el trato justo a la gente de mar en la investigación de los accidentes marítimos; la independencia en la investigación de los accidentes marítimos; la adopción en España de un modelo de salvamento marítimo; el salvamento marítimo humanitario; el concepto legal de security en el transporte marítimo; los aspectos técnicos y jurídicos del transporte en contenedor; la protección del patrimonio marítimo flotante y el estatuto jurídico del buque histórico; etc.

## Publicaciones

### Libros
- Manual de Comisario de Averías (Madrid 1994); Ed. Iberediciones (84-7916-019-5).
- Aplicación de las embarcaciones de alta velocidad al desarrollo del Short Sea Shipping en el Mediterráneo español (Barcelona 2001); Ed. UPC (84-7653-794-8), en colaboración con R. Marí.
- Transporte de contenedores: terminales, operativa y casuística (Barcelona 2003); Ed. UPC (84-8301-690-7), en colaboración con R. Marí. A. Souza.
- Seguridad en los puertos (Barcelona 2005); Ed. Marge Books (84-86684-28-5), en colaboración con R. Marí.
- Transporte en Contenedor (Barcelona 2007); Ed. Marge Books (978-84-866684-76-1), en colaboración con R. Marí.
- Seguridad en los Puertos (Barcelona 2013); Ed. Marge Books (978-84-15340-48-5), en colaboración con R. Marí.
- Transporte en Contenedor (Barcelona 2013); Ed. Marge Books (978-84-15340-67-6), En colaboración con R. Marí y A. Mallofré.
- Hacia una teoría general de la Seguridad Marítima (Barcelona 2014); Ed. Reial Academia de Doctors (978-84-617-3623-2).
- Seguridad marítima. Teoría general del riesgo (Sabadell 2015); Ed. Marge Books (9788416171002).
- Los derechos de la gente de mar en la Ley de Navegación Marítima, en Comentarios a la Ley de Navegación Marítima (AA.VV. Madrid 2015); Ed. Dykinson (978-84-9085-388-7).
- La Investigación en Seguridad: del Titanic a la Ingeniería de la resiliencia (Barcelona 2018); Ed. Marge Books (978-8417313715).
- Manual de Transporte en contenedor (Barcelona 2018); Ed. Marge Books (978-8417313678).
- El Contenedor. Técnicas, normas y usos de la unidad de carga del transporte intermodal (Barcelona 2023); Ed. Marge Books (978-84-19109-43-9).

### Artículos y Documentos técnico-científicos
- Cláusulas contractuales de carga y descarga (2009)

- Eficacia de los instrumentos jurídicos en la lucha contra la contaminación marítima

- La protección del patrimonio flotante: hacia un estatuto jurídico del buque histórico

- Nuevos esquemas de responsabilidad civil por daños de contaminación marina: El Convenio BUNKERS 2001 y el Convenio HNS 96

- Las enmiendas de Manila 2010 al Convenio STCW : Un nuevo perfil formativo para la gente de mar 78/95: Un nuevo perfil formativo para la Gente de Mar

- The Hong Kong International convention for safe and environmentally

- Seguridad Marítima en Buques Tanques Petroleros (Oil Tankers Safety)

- Seguridad Marítima en Buques Porta Contenedores

- Manifiesto en favor de la protección del patrimonio marítimo flotante español, presentada con ocasión de la Presidencia española de la UE-European Maritime Day

- El manifiesto de Barcelona (Barcelona Charter): Carta europea para la conservación y restauración de los barcos y embarcaciones tradicionales

- Inspección de seguridad marítima por el estado del pabellón (fsc) e inspección por organizaciones reconocidas (class): problemas planteados

- La clausula de transito (Transit clause) del artículo 8 de las cláusulas inglesas del Instituto de Aseguradores de Londres para cargamentos, ED. 1-1-09 (ICC A)

- El análisis  y la gestión del riesgo a partir de la  Evaluación Formal de la Seguridad  (EFS/FSA): un nuevo modelo de seguridad portuaria

- Terminales automatizadas y semiautomatizadas. Operativa y equipamientos

- El Salvamento marítimo y el derecho humanitario

## Premios y reconocimientos
* Cruz Orden San Raimundo de Peñafort 2008
- Miembro Honor Consejo Superior Europeo de Doctores y Doctores Honoris causa
- Académico numerario Real Academia Europea de Doctores
- Medalla Mérito Profesional – FUNDACION ESERP
- Carus Excellence Awards 2017
- Académico de la Real Academia de la Mar